# نقار الخشب وودي (فلم)
نقار الخشب وودي (بالإنجليزية: Woody Woodpecker) هو فيلم رسوم متحركة حية كوميدي أمريكي برازيلي تم إنتاجه في سنة 2017 وهو من إخراج أليكس زام وبطولة إريك بوذا و تيموثي أوموندسون و تايلا أيالا و غراهام فيرتشير و اميلي هولمز.

## القصة
تدور الاحداث حول طائر ذو رأس أحمر إسمه وودي، وهو مفرط في الحركة والنشاط، يدخل في حرب عصابات مع محامي يعيش في إحدى المدن الكبرى، حيث كان يريد أن يبني منزل له في واجهة المدينة.

## البطولة
- إريك بوذا بدور وودي نقار الخشب
- تيموثي أوموندسون بدور لانس والترز
- تايلا أيالا بدور فانيسا عشيقة لانس
- غراهام فيرتشير بدور تومي والترز
- جوردانا لارجي بدور سامانثا بارتليت
- سكوت مكنيل بدور نيت غريمس
- أدريان غلين مكموران بدور أوتيس غريمس
- تشيلسي ميلر بدور جيل فيرغسون
- اميلي هولمز بدور ليندا والترز
- جاكوب دافيس بدور لايل

## التقييم
حصل الفيلم على تقييم 20% في موقع الطماطم الفاسدة وعلى 5 مراجعات وانتقد النقاد فيه القصة والرسوم.

## وصلات خارجية
- مقالات تستعمل روابط فنية بلا صلة مع ويكي بيانات
- نقار الخشب وودي على قاعدة بيانات الأفلام على الإنترنت

لا توجد روابط لمواقع التواصل الاجتماعي.